# ساحوج
سَاحُوج (الاسم العلمي: Phaeolus)، جنس فطريات من رتبة متعددات الأبواغ وفصيلة شبيهات السمية. الاسم العلمي مشتق من الكلمة اليونانية القديمة ιοςαιος التي تعني «غامق» أو «غامض».

## الأنواع
- Phaeolus amazonicus De Jesus & Ryvarden (2010)[3] – البرازيل
- ساحوج المنيهوت R.Heim (1931)[4] – تنزانيا
- Phaeolus rigidus (Lév.) Pat. (1915)
- ساحوج التنوب(Fr.) Pat. (1900) – آسيا، أستراليا، أوروبا
- Phaeolus subbulbipes (Henn.) O.Fidalgo & M.Fidalgo (1957)
- Phaeolus tabulaeformis (Berk.) Pat. (1900)

## روابط خارجية
- "Phaeolus (Pat.) Pat". Atlas of Living Australia. مؤرشف من الأصل في 2020-06-21.